# Брілон
Брілон (нім. Brilon) — місто в Німеччині, знаходиться в землі Північний Рейн-Вестфалія. Підпорядковується адміністративному округу Арнсберг. Входить до складу району Гохзауерланд.
Площа — 228,95 км². Населення становить 25 336 ос. (станом на 31 грудня 2020).

## Географії

### Сусідні міста та громади
Брілон межує з 7 містами / громадами:
- Бад-Вюнненберг
- Бюрен
- Дімельзе
- Марсберг
- Ольсберг
- Рютен
- Віллінген

## Галерея

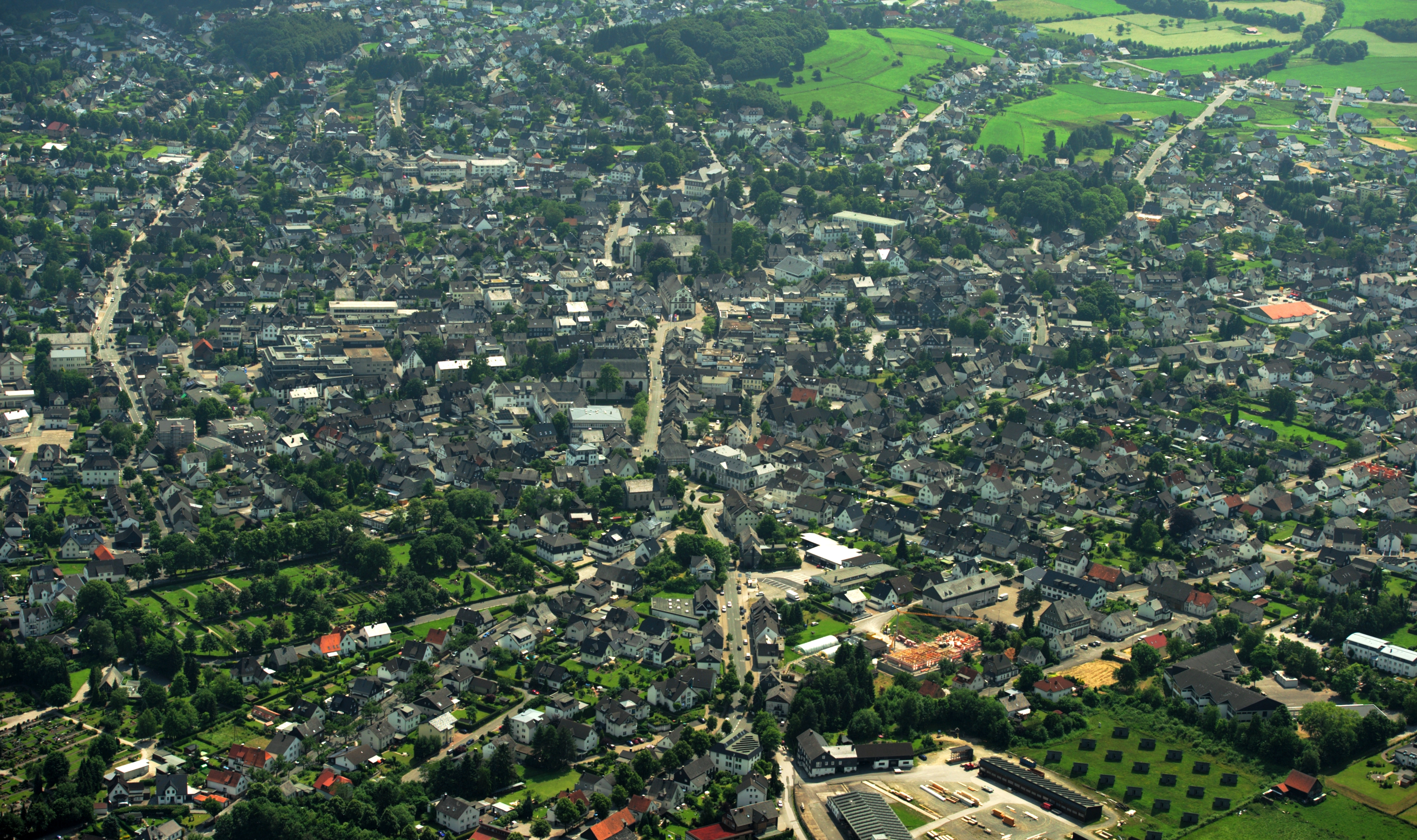
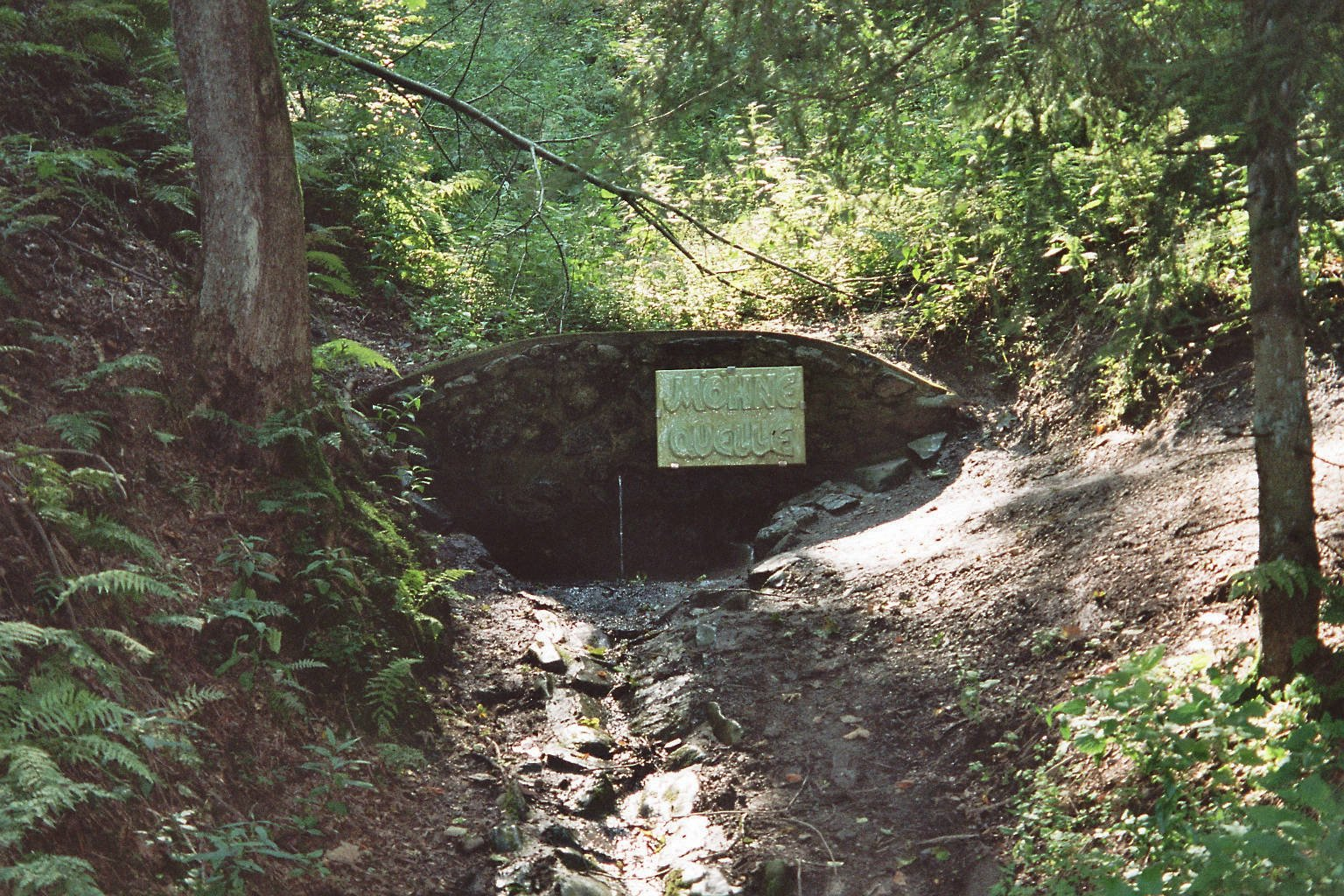
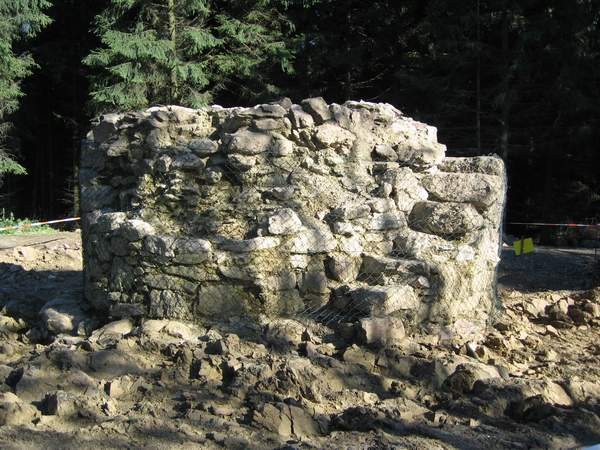
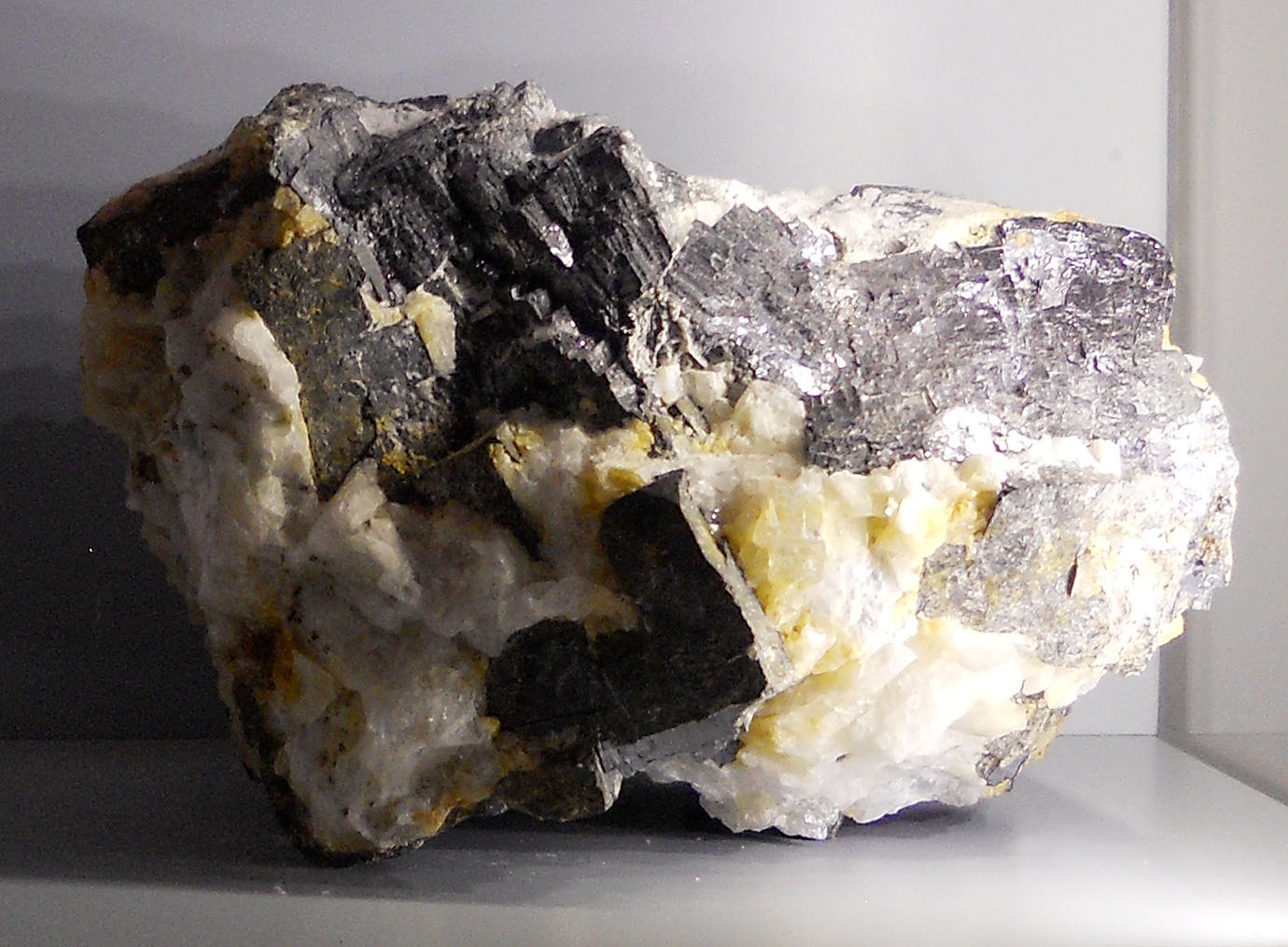
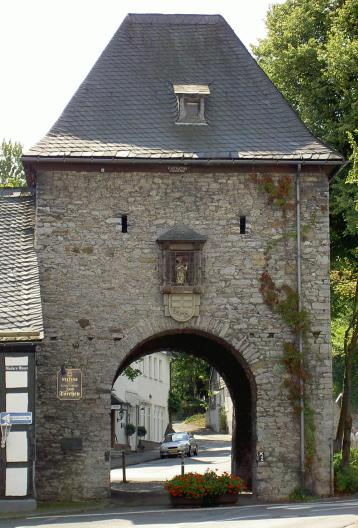
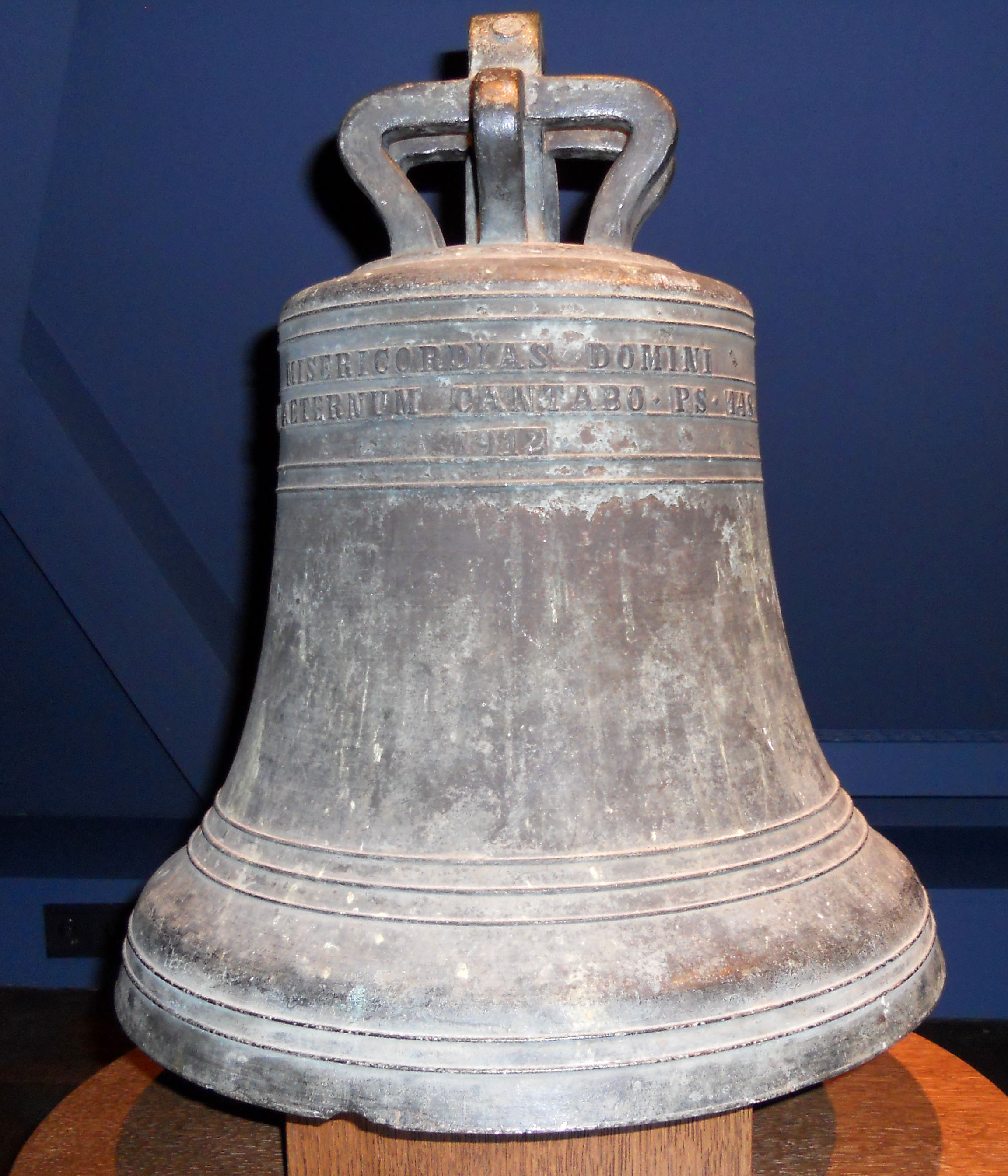

### Адміністративний поділ
Місто  складається з 17 районів:
- Альме
- Альтенбюрен
- Бонткірхен
- Брілон-Товн
- Брілон-Вальд
- Ессгофф
- Гуденгаген/Петерсборн
- Гоппекке
- Мадфельд
- Мессінггаузен
- Неден
- Радлінггаузен
- Ріксен
- Резенбек
- Шарфенберг
- Тюлен
- Вюльфте